# Irmgard Mierbach
Irmgard Mierbach (* 10. August 1942 in Pfalzburg) ist eine deutsche Politikerin und ehemalige Landtagsabgeordnete  der SPD.

## Leben und Beruf
Nach dem Schulbesuch mit dem Abschluss Abitur war sie als technische Assistentin, Programmiererin und als Geschäftsführerin der SPD-Ratsfraktion im Rat der Stadt Leverkusen beschäftigt.
Der SPD gehört Mierbach seit 1964 an. Sie war in verschiedenen Gremien der SPD tätig. 

## Abgeordnete
Vom 1. Juni 1995 bis zum 2. Juni 2005 war Mierbach Mitglied des Landtags des Landes Nordrhein-Westfalen. Sie wurde jeweils im Wahlkreis 021 bzw. 023 Leverkusen I direkt gewählt.
Im Rat der Stadt Leverkusen war sie ab 1975 vertreten.